# Giuseppe Farinelli
Pour les articles homonymes, voir Farinelli (homonymie) et Finco.
Giuseppe Farinelli (né à Este, le 7 mai 1769, décédé à Trieste le 12 décembre 1836) est un compositeur italien qui a composé des opéras et de la musique sacrée. Son vrai nom était Giuseppe Francesco Finco, mais il a adopté le nom de Farinelli en hommage au célèbre chanteur.

## Biographie
Giuseppe Farinelli a commencé ses études musicales sous la direction d'un enseignant du nom de Lionelli, puis a continué à Venise à Martinelli. Il a été admis à 16 ans, en 1785, au Conservatoire de la Pietà dei Turchini à Naples. Il a appris le chant auprès de Barbiella, l'accompagnement auprès de Lorenzo Fago et la composition auprès de Nicola Sala, puis de Giacomo Tritto. Sorti jeune de cette école, il a choisi une carrière théâtrale. Bien qu'il se soit limité à imiter le style de Cimarosa, il a obtenu des succès dans presque toutes les villes d'Italie pour lesquelles il a écrit. Après avoir passé l'examen final du conservatoire, il a mis en musique son premier opéra, Il dottorato di Pulcinella, une comédie en napolitain. À partir de ce moment, il a mis en scène de nombreuses œuvres (la plupart du temps de caractère comique) pour lesquelles il a remporté de grands succès. Trois ans plus tard, il a représenté son premier oratorio, Il regno del Messia.
Vers 1810, il a choisi Turin comme sa résidence habituelle en tant que compositeur indépendant en travaillant pour le Théâtre Royal. Il y est resté jusqu'en 1817. Plus tard, il a vécu pendant un certain temps à Venise. Après 1819, il a cessé d'écrire pour le théâtre et en même temps, il a été nommé maître de chapelle à Trieste, où il est mort le 12 décembre 1836, après avoir travaillé en tant que compositeur et organiste à la cathédrale de San Giusto.

## Œuvre

### Opéras
- Il dottorato di Pulcinella, opera buffa, livret de Giovanni Battista Lorenzi (1792, Naples)
- L'uomo indolente, opera buffa, 2 actes, livret de Giuseppe Palomba (1795 Naples, Teatro Nuovo)
- Il nuovo savo della Grecia, opera buffa, 2 actes, livret de Domenico Mantile (novembre 1796 Naples, Teatro del Fondo)
- Amore e dovere, opera buffa (1797 Rome, Teatro Aliberti)
- Seldano, duca degli Svedesi, opera buffa, 2 actes, (5 novembre 1797 Venise, Teatro San Benedetto)
- Antioco in Egitto, opera buffa, 2 actes, (1798 Florence, Teatro Pallacorda)
- L'amor sincero, opera buffa, 2 actes, livret d'Angelo Anelli (1799 à la Scala à Milan)
- Annetta o La virtù trionfa, opera buffa, 1 acte, livret de Giulio Artusi (11 janvier 1800 Venise, S. Samuele)
- Bandiera d'ogni vento o sia L'amante per forza, opera buffa, 1 acte, livret de Giuseppe Maria Foppa (30 janvier 1800 Venise, S. Benedetto)
- Il Conte Rovinazzo, opera buffa, livret de Giulio Artusi (mai 1800 Venise, S. Giovanni Grisostomo)
- La muta per sempre, opera buffa (15 juillet 1800 Venise, S. Angelo)
- Una cosa strana o Amor semplice, opera buffa, 1 acte, livret de Giuseppe Maria Foppa (23 septembre 1800 Venise, S. Luca)
- Todero Fabro, opera buffa (1800 Este, Teatro Nobile)
- Teresa e Claudio, opera buffa, 2 actes, livret de Giuseppe Maria Foppa d'après Giovanni Greppi (9 septembre 1801 Venise, S. Luca)
- Giulietta ossia Le lagrime di una vedova, opera buffa, livret de Giuseppe Maria Foppa (Carnaval 1802 Parme, Teatro Ducale)
- Il Cid delle Spagne, dramma per musica, 2 actes, livret de Antonio Simeone Sografi (17 février 1802 au Théâtre La Fenice de Venise avec Gaetano Crivelli)
- La Pulcella di Rab o Rullo e Dallaton, opera buffa, livret de Antonio Simone Sografi (mai 1802, Trieste, Teatro Grande)
- Pamela, opera buffa, 1 acte, livret de Gaetano Rossi d'après Goldoni (22 septembre 1802 Venise, S. Luca)
- Chi la dura la vince, opera buffa, livret de Gaetano Rossi d'après Goldoni, La locandiera (1803 Rome, Teatro Valle)
- La caduta della nuova Cartagine, dramma per musica, 2 actes, livret de Antonio Simeone Sografi (5 février 1803 au Théâtre La Fenice avec Matteo Babini)
- Un effetto naturale, opera buffa, 1 acte, livret de Giuseppe Maria Foppa (18 mai 1803 Venise, S. Benedetto)
- Il ventaglio, opera buffa, livret de Gaetano Rossi d'après Goldoni (23 juillet 1803 Padoue, Teatro Nuovo)
- I riti d'Efeso, dramma eroico per musica, 2 actes, livret de Gaetano Rossi, (26 décembre 1803 Venise, La Fenice, avec Brigida Banti[1])
- L'inganno non dura, livret de Giuseppe Palomba (1804 Naples, Teatro dei Fiorentini)
- Oro senza oro o siano Le follie amorose, opera buffa, 1 acte (janvier 1804 Naples, Teatro dei Fiorentini)
- La tragedia finisce in commedia, opera buffa, 1 acte, livret de Giulio Artusi (5 juin 1804 Venise, S. Moisè)
- Il pranzo inaspettato, opera buffa, 2 actes, livret de Giuseppe Maria Foppa (13 août 1804 Vicenza, Teatro Eretenio)
- Odoardo e Carlotta, opera buffa, 2 actes, livret de Luigi Buonavoglia (12 décembre 1804 Venise, Teatro San Moisè)
- La vergine del Sole, livret de Antonio Simeone Sografi (9 février 1805 Venise, La Fenice)
- Il finto sordo, opera buffa, livret de Antonio Simone Sografi (18 avril 1805 Milan, Teatro Carcano)
- La locanda dell'amore, opera buffa (1805 Florence, Teatro del Cocomero)
- Stravaganza e puntiglio, opera buffa, livret de Giulio Artusi (janvier 1806 Venise, S. Moisè)
- Attila, livret de Gaetano Rossi, (mai 1806 Livourne, Teatro Carlo Lodovico)
- Il testamento a sei cento mille franchi, opera buffa, 1 acte, livret de Giuseppe Maria Foppa (24 octobre 1806 Venise, S. Moisè)
- L'amico dell'uomo, opera buffa, livret de Giuseppe Maria Foppa  (1806 Venise, S. Moisè)
- La Climene, opera seria, 2 actes (1807 au Teatro San Carlo de Naples avec Giovanni Battista Velluti et Crivelli)
- Calliroe (en), melodramma eroico, 2 actes, livret de Gaetano Rossi (26 décembre 1808 au Théâtre La Fenice)
- La finta sposa ossia Il Barone burlato, opera buffa, livret de M. Brunetti (1808 Rome, Teatro Valle)
- Il colpevole salvato dalla colpa, azione eroica per musica, 2 actes, livret de Luigi Prividali (1809 au Théâtre La Fenice avec Andrea Nozzari)
- L'incognita, opera buffa, 2 actes, livret de Giuseppe Maria Foppa (3 octobre 1809 Venise, S. Moisè)
- L'arrivo inaspettato, opera buffa, livret de Bernardino Mezzanotte (carnaval 1810 Rome, Teatro Valle)
- La terza lettera ed il terzo Martinello, opera buffa, 1 acte, livret de Giuseppe Maria Foppa (29 janvier 1810 Venise, S. Moisè)
- La contadina bizzarra, opera buffa, livret de Luigi Romanelli (1810 Théâtre la Scala de Milan)
- Non precipitare i giudizi ossia La vera gratitudine, opera buffa, 1 acte, livret de Giuseppe Maria Foppa (3 novembre 1810 Venise, S. Moisè)
- Annibale in Capua, melodramma serio, 2 actes, livret de Luigi Romanelli (26 décembre 1810 Théâtre la Scala de Milan)
- Amor muto, opera buffa, 1 acte, livret de Giuseppe Maria Foppa (19 octobre 1811 Venise, S. Moisè)
- Idomeneo, melodramma eroico, 2 actes, livret de Gaetano Rossi (1811 au Théâtre La Fenice)
- Ginevra degli Almieri, dramma semiserio, 2 actes, livret de Giuseppe Maria Foppa (8 décembre 1812 Venise, S. Moisè)
- Lauso e Lidia, opera seria, livret de Luigi Andrioli (carnaval 1813 Turin, Teatro Imperiale)
- Il matrimonio per concorso, opera buffa, 2 actes, livret de Giuseppe Maria Foppa d'après Goldoni (19 avril 1813 Venise, S. Moisè)
- Partenope, festa teatrale (avec la Colbran, Giuseppina Ronzi de Begnis, Andrea Nozzari, Manuel García et Michele Benedetti, 15 août 1814, Teatro San Carlo de Naples)
- Donna Caritea, regina di Spagna, dramma serio per musica, 2 actes (avec la Colbran, Nozzari, García et Benedetti, 16 septembre 1814, Teatro San Carlo de Naples)
- Scipione in Cartagena, opera seria, livret de Luigi Andrioli (carnaval 1815 Turin, Teatro Regio)
- Il vero eroismo ossia Adria serenata, azione melodrammatica, livret de Troilo Malipiero (novembre 1815 Venise, Teatro La Fenice)
- Il vero eroismo ossia Adria serenata, azione melodrammatica, livret de Troilo Malipiero (novembre 1815 au Théâtre La Fenice avec Domenico Donzelli)
- Zoraida, melodramma eroico, 2 actes, livret de Gaetano Rossi (1815 au Théâtre La Fenice avec Giovanni David)
- La Chiarina, opera buffa, livret de Angelo Anelli (14 juin 1816 Théâtre la Scala de Milan)
- La donna di Bessarabia, opera buffa, 1 acte, livret de Giuseppe Maria Foppa (janvier 1817 Venise, S. Moisè)
- Il duello per complimento
- Raggiri a sorpresa
- Adriano in Siria
- Il nuovo destino (cantate)

### Musique sacrée
- Messa in re a 4 voci
- Messa in re a 5 voci
- Messa a 2 e 3 voci
- Messa pastorale a 4 voci
- Messa pastorale in sol a 2 voci
- Dixit in do a 2 voci
- Dixit in re a 4 voci
- Te Deum in la a 4 voci
- Te Deum in re a 2 voci
- Responsori di S. Antonio a 4 voci
- Laudate pueri a 4 voci
- Credo a 2 voci
- Miserere a 4 voci
- Improperia per il venerdì santo a 4 voci
- Stabat Mater a 2 voci
- Tobias, oratorio